# Gunung Kawi
Gunung Kawi est un temple construit au XIe siècle dans le nord-est de Tampaksiring, près d'Ubud à Bali (Indonésie). Il est situé au bord de la rivière Pakrisan.
Le complexe auquel on accède après avoir traversé de superbes rizières en terrasses comprend 10 sanctuaires (5+4+1) en forme de candi, creusés dans le rocher de la falaise sur une hauteur de 7 m. Ces monuments sont supposés être dédiés au roi Anak Wungsu (de la dynastie Udayana) et à ses épouses.

## Galerie

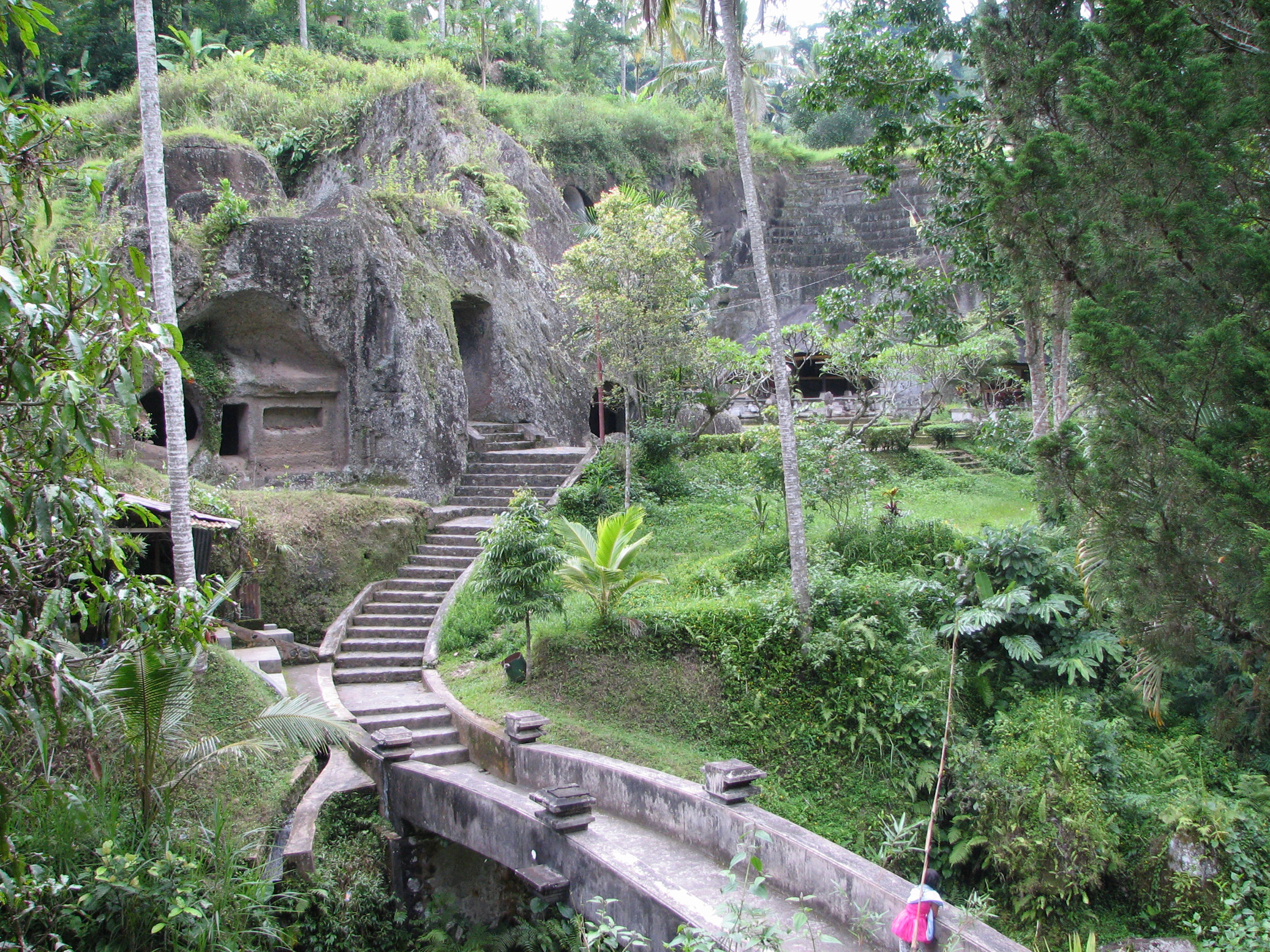
Vue partielle du site
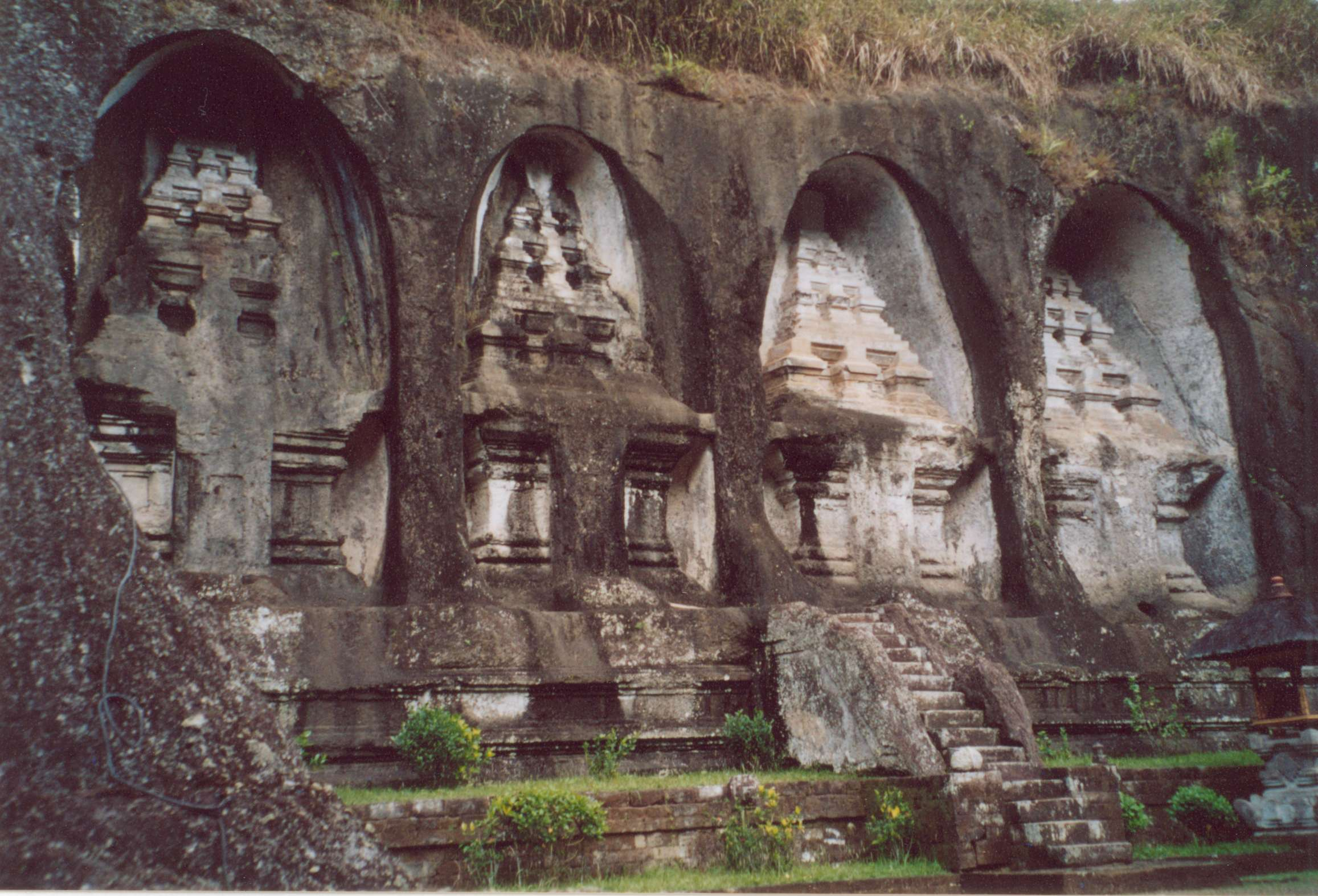
Sanctuaires en forme de candi